# Parish of Saint Peter (Antigua och Barbuda)
Parish of Saint Peter är en parish i Antigua och Barbuda. Parish of Saint Peter ligger på ön Antigua i den centrala delen av landet, 9 kilometer öster om huvudstaden Saint John's. Antalet invånare är 3 622. Parish of Saint Peter har en area på 33,0 kvadratkilometer. 
Terrängen i Parish of Saint Peter är platt.
Följande samhällen finns i Parish of Saint Peter:
- All Saints
- Parham
- Pares

Omgivningarna runt Parish of Saint Peter är en mosaik av jordbruksmark och naturlig växtlighet. Runt Parish of Saint Peter är det ganska tätbefolkat, med 222 invånare per kvadratkilometer.